# Erich Quade

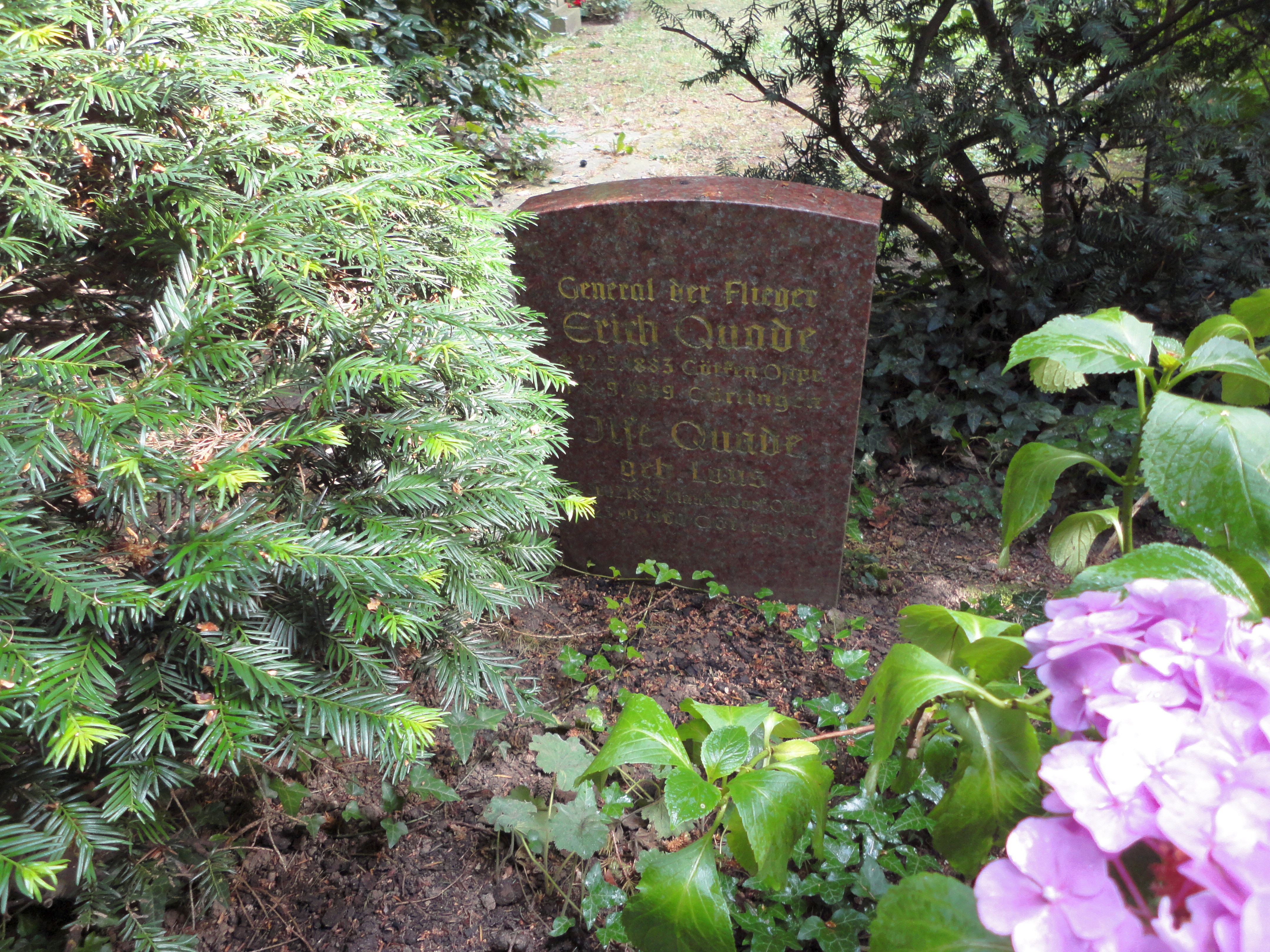
Göttingen Stadtfriedhof: Grab von General Erich Quade

Erich Quade (* 12. Mai 1883 in Görken, Kreis Mohrungen; † 8. September 1959 in Göttingen) war ein deutscher General der Flieger der Luftwaffe im Zweiten Weltkrieg.

## Leben
Beförderungen
- 24. April 1904 Fähnrich
- 27. Januar 1905 Leutnant
- 27. Januar 1914 Oberleutnant
- 18. April 1915 Hauptmann
- 1. Februar 1926 Major
- 1. April 1930 Oberstleutnant
- 1. Februar 1933 Oberst
- 1. April 1936 Generalmajor
- 1. März 1938 Generalleutnant
- 31. März 1939 Charakter als General der Flieger
- 1. September 1940 General der Flieger

### Frühe Jahre und Erster Weltkrieg
Quade trat am 19. September 1903 als Fahnenjunker dem Grenadier-Regiment „König Friedrich I.“ (4. Ostpreußisches) Nr. 5 der Preußischen Armee bei und versah anschließend von Januar 1905 bis Juli 1912 Dienst als Kompanieoffizier sowie als Bataillonsadjutant im 2. Ermländischen Infanterie-Regiment Nr. 151. Daran schloss sich bis Ende September 1913 eine Verwendung im 5. Großherzoglich Hessischen Infanterie-Regiment Nr. 168 an, ehe er zum Adjutanten beim Bezirkskommando in Friedberg kommandiert wurde. Dort verblieb Quade bis August 1914. Im Zuge der allgemeinen Mobilmachung, wurde er am 10. August 1914 zum Bataillonsadjutanten im Königlich Bayerischen 16. Reserve-Infanterie-Regiment ernannt, in dessen Reihen auch Adolf Hitler diente. Bei der Schlacht um Ypern, wurde Quade am 28. August 1914 verwundet und lag bis Ende Januar 1915 in einem Lazarett. Wieder feldverwendungsfähig, kehrte er als Bataillonsadjutant zum Infanterie-Regiment Nr. 168 zurück, mit dem er bis Ende März 1915 im Einsatz stand.
Zum 1. April 1915 wechselte Quade zur Fliegertruppe über, wo er bis Juni 1915 zunächst Verwendung als Adjutant im Fliegerhorst Darmstadt Verwendung fand. Im Juli 1915 diente er dann im Armeeflugpark der Bugarmee an der Ostfront. Von August 1915 bis April 1916 fungierte Quade als Flugzeugführer in der Feldfliegerabteilung 66, Feldfliegerabteilung Heyder und zuletzt von Dezember 1915 an bei der Feldfliegerabteilung 54, wo er, noch im April 1916 zum Führer dieser Fliegerabteilung ausstieg. Im Oktober 1917 gab er diesen Posten auf und war anschließend bis April 1918 Führer der Fliegerabteilung 260 (Artillerie). Die letzten Kriegsmonate agierte Quade dann bis Dezember 1918 als Leiter der Fliegerbeobachterschule (FBS) in Thorn. Für sein Wirken während des Krieges hatte er beide Klassen des Eisernen Kreuzes, die Hessische Tapferkeitsmedaille und das Verwundetenabzeichen in Schwarz erhalten.

### Zwischenkriegszeit
Noch im Dezember 1918 wechselte Quade als Führer der Truppenfliegerstaffel 9 in den Grenzschutz Ost über und wurde in die Reichswehr übernommen. Von April 1920 bis Januar 1925 fungierte er als Lehrer für Lufttaktik an der Infanterieschule in München. Im Februar 1925 wurde er Kompaniechef im 2. (Preußisches) Infanterie-Regiment. Anschließend diente er von Oktober 1926 bis Ende September 1927 beim Stab des Gruppenkommandos 2 von wo aus er anschließend zu einer geheimen Fliegerausbildung nach Lipezk in die Sowjetunion abkommandiert wurde. Hierzu wurde er, um den Schein zu wahren, aus dem Wehrdienst entlassen. Nach seiner Rückkehr nach Deutschland im Mai 1929, wurde er wieder für das Heer reaktiviert und diente im Stab des II. Bataillons im 2. (Preußisches) Infanterie-Regiment, wo er am 1. August 1929 zum Bataillonskommandeur aufstieg. Am 31. März 1933 schied Quade aus dem aktiven Wehrdienst aus und trat in den Ruhestand.
Wenige Tage nach seiner Verabschiedung wurde Quade am 18. April 1933 als E-Offizier in der Reichswehr wieder angestellt und bis Ende Dezember 1933 beim Stab des Infanterie-Führers I unter Generalmajor Günther von Niebelschütz verwendet. Allerdings begleitete Quade bereits ab dem 14. Dezember 1933 die Funktion des Ergänzungsoffiziers der Luftwaffe, in welcher er sodann bis 24. November 1934 als Offizier zur besonderen Verwendung im Reichsluftfahrtministerium tätig war. Anschließend wurde Quade zum Taktiklehrer an der Luftkriegsakademie in Berlin-Gatow ernannt. Diese Funktion, füllte er bis Ende Januar 1938 aus. Anschließend stieg er zum Kommandeur der Höheren Luftwaffenschule in Berlin auf. Am 31. März 1939 wurde er dann aus den aktiven Wehrdienst entlassen.

### Zweiter Weltkrieg
Mit Beginn des Zweiten Weltkrieges am 1. September 1939, wurde Quade erneut für den Wehrdienst im Dienste der Luftwaffe reaktiviert. Er wurde an diesem Tag zum Höheren Fliegerausbildungs-Kommandeur III ernannt, dessen Posten er bis zum 31. Dezember 1941 ausfüllte. Während seiner dortigen Dienstzeit war Quade am 1. September 1940 zum General der Flieger befördert worden. Mit Beginn des Jahres 1942 wechselte in das Oberkommando der Luftwaffe über, wo er in der Abteilung für Wehrmachtpropaganda bis Ende Oktober 1944 Rundfunksprecher der Luftwaffe war. In dieser Funktion besuchte er am 1. Juni 1944 Auschwitz und hielt im Haus der Waffen-SS einen Vortrag über die deutsche Luftkriegsführung. Am 31. Oktober 1944 wurde Quade endgültig in den Ruhestand verabschiedet. Eine weitere Verwendung seiner Person bis Kriegsende erfolgte nicht mehr.
Nach Kriegsende wurde Quade am 25. Juli 1945 von der sowjetischen Besatzungsmacht in Berlin verhaftet, in der Sowjetunion vor ein Militärgericht gestellt und zum Tode verurteilt; das Urteil wurde jedoch später zu einer 25-jährigen Gefängnisstrafe umgewandelt. Im Oktober 1953 wurde Quade vorzeitig aus der Haft entlassen und kehrte in die Bundesrepublik zurück. Die Jahre bis zu seinem Tod lebte er zurückgezogen in Göttingen.